# 감 (괘)
감(坎)은 팔괘의 하나이다. 점괘의 형태는 이며, 첫효는 음, 제2효는 양, 제3효는 음으로 구성된다. 또는 육십사괘의 하나이며, 감위수. 감하감상으로 구성된다.

## 괘상
원의는 「외양으로 해 안은 그늘」. 외측에 음유의 점괘가 있지만, 내부는 양강이다. 「안에 무엇인가 있다」라고 파악해 물·함·멧돼지·귀·비밀·간사한 꾀·색정·전문성·교섭·냉정·중병·중남 등을 상징한다. 방위로서는 북쪽(지지에서는 자)을 나타낸다. 실제의 점단으로 감의 점괘가 나오면 병세는 중증인가, 상당한 곤란을 생각하지 않으면 안 된다.
납갑에서는 무, 오행의 흙, 오방의 중에 대어진다.

## 선천도
복희선천 팔괘에서의 순서는 6이며, 방위는 사정괘의 한 살로 서쪽에 배치된다. 음양 소식은 2음에서 손 점괘에 뒤잇는다.